# Monatsschrift für die Geschichte und Wissenschaft des Judenthums
«Monatsschrift für die Geschichte und Wissenschaft des Judenthums» («Ежемесячный журнал по истории и науке иудаизма») — немецкий периодический журнал-ежемесячник, основанный в Дрездене в 1851 г. Захарией Франкелем; просуществовал до 1939 года, с перерывом в 1887—1892 гг. Считался ведущим журналом в еврейском мире.
Фактически «Monatsschrift» (ежемесячник) стал продолжением издававшегося Франкелем журнала «Zeitschrift für die religiösen Interessen des Judenthums», прекратившегося в 1846 г. Эмансипация евреев в 1848 г. и общие перемены, происшедшие в немецком государственном строе в связи с мартовскими событиями 1848 г., дали Франкелю основание думать, что отныне немецкие евреи более не нуждаются в чисто политическом обособленном журнале и что им необходим, прежде всего, научный журнал, посвящённый истории и литературе.
Место издания журнала неоднократно менялось: сначала он выходил в Дрездене, затем в Кротошине (Польша) и наконец в Бреславле (Польша). Несколько раз журнал выпускал перечень статей, печатавшихся в нем; перечни (индексы) сперва были приложением к журналу, но затем выходили и отдельным изданием.

## Выпуски
Первые 17 выпусков вышли под редакцией Франкеля, а затем Грец руководил журналом до 37 тома; в последних томах Грецу помогал Пинкус Франкль (Pinkus Frankl) из Берлина .
С 1887 г. по 1892 г. журнал совершенно не выходил, а затем с 37 до 44 выпуски редакторами состояли Маркус Бранн и Давид Кауфман. Со смертью в 1899 году Кауфмана — Бранн стоял один во главе журнала.
С 1904 г. «Monatsschrift» являлся органом «Gesellschaft zur Förderung der Wissenschaft des Judenthums» .